# Mamadou Bagayoko
Mamadou Bagayoko (* 31. Dezember 1989 in Abidjan) ist ein ivorischer Fußballspieler.

## Jugend
Bagayoko spielte bis 2007 in den Jugendmannschaften von Africa Sports National.

## Vereinskarriere
Im September 2008 wechselte Bagayoko von Africa Sports National zum ŠK Slovan Bratislava, von Januar bis Juni 2009 wurde er zum FC Artmedia Petržalka ausgeliehen. Mit Slovan wurde er je dreimal slowakischer Meister und  Pokalsieger. Dann folgte der Wechsel nach Belgien mit Stationen bei VV St. Truiden, Oud-Heverlee Löwen und dem KV Mechelen. Zuletzt spielte er bis zum Sommer 2019 auf Leihbasis bei Red Star Paris und ist seitdem ohne neuen Verein.

## Nationalmannschaft
Bagayoko spielte in Juniorennationalmannschaften der Elfenbeinküste und vertrat sein Land bei den Olympischen Spielen 2008. Seit 2015 kommt er auch in der A-Nationalmannschaft zum Einsatz.

## Erfolge
- Ivorischer Meister: 2008
- Slowakischer Meister: 2011, 2013, 2014
- Slowakischer Pokalsieger: 2010, 2011, 2013
- Belgischer Pokalsieger: 2019